# Magyar Turista Egyesület
A Magyar Turista Egyesület (MTE) egy magyarországi turista (természetjáró) szövetség volt, amely a 19. század végétől a II. világháború utánig működött.
Az MTE a Magyarországi Kárpát-egyesület (MKE) Budapesti Osztálya helyén jött létre 1891-ben, mivel az osztály ambiciózus vezetésének az MKE megreformálására való törekvése kudarcba fulladt. Az új egyesület hamar az ország második legnagyobb turista egyesületévé fejlődött. Tevékenységét turistajelzések kijelölése, turistaházak, kilátók építése, források foglalása jelezte. 1946-ban a többi turista egyesülethez hasonlóan feloszlatták.

## Történelem

### Előzmények
Budapesten már 1876-ban megalakult a Magyarországi Kárpát-egyesület (MKE) helyi bizottsága, melynek helyébe 1879-ben egy önálló Budapesti Osztály lépett, ez azonban nem sokkal később megszűnt.
1888-ban Dr. Téry Ödön és Dr. Thirring Gusztáv kezdeményezésére újra megalakult az MKE Budapesti Osztálya, és nagy lendülettel kezdte meg munkáját. Vezetői arra törekedtek, hogy az – elsősorban a Kárpátokra, azon belül is a Magas-Tátrára fókuszáló – MKE tevékenységét országossá fejlesszék, ennek keretében pedig székhelyét a Szepességből a fővárosba helyezzék. Ez a kezdeményezés azonban 1890-ben kudarcba fulladt.

### Megalakulás
Miután az MKE átalakítására tett erőfeszítések kudarcba fulladtak, a Budapesti Osztály 1891. szeptember 29-én feloszlott, és közvetlenül ezután megalakult a Magyar Turista Egyesület, 152 taggal. Első elnöke báró Eötvös Loránd, alelnöke gróf Teleki Géza, ügyvivő alelnöke Dr. Téry Ödön, titkára pedig Dr. Thirring Gusztáv lett.
Az MTE szervezete osztályokra épült, a központ csak koordináló szerepet játszott. Az elsőként megalakult Budapesti Osztályhoz még az alapítás évében csatlakozott három, az MKE-ből kivált osztály. 1892-ben az aktív szervezőmunkának köszönhetően számos osztály alakult, és az első években több, korábban önálló turistaegyesület is csatlakozott. A taglétszám 1892-re elérte a 2663, 1895-re a 2889 főt.

## Működés

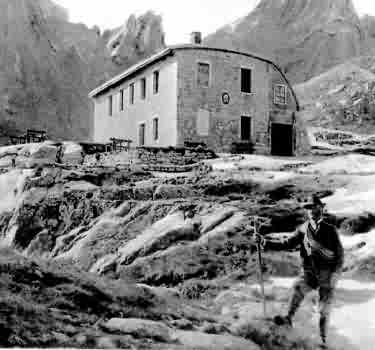
A Téry menedékház 1899-ben

Az egyes osztályok helyi szintű tevékenysége mellett az egyesület országos jelentőségű vállalkozásokba is fogott. 1898-ban készült el a dobogókői báró Eötvös Loránd menedékház, a Mátrában pedig a Samassa menedékház épült fel Galyatetőn. Előbbi hamar kicsinek bizonyult, így 1906-ban új, kőből épült menedékházat építettek. 1899-ben készült el az MTE Tátrai Osztálya által felépített, ma is működő Téry menedékház a Magas-Tátrában. A Tátrai Osztály turistautakat is kijelölt. Thirring Gusztáv szerkesztésében 1900-ban részletes kalauz jelent meg Budapest környéke címmel.
Az évek folyamán számos budapesti csoport – köztük 1898-ban a Csütörtöki Asztal, 1902-ben a Pénteki Asztal – és több vidéki osztály alakult. A szervezeti felépítést később átalakították, és a Budapesti Osztály anyaegyesületté vált. 1910-ben visszavonult az egyesület vezetésétől Téry Ödön, helyét az elnöki székben Thirring Gusztáv vette át. 1913-ban az MTE részvételével alakult meg a számos hazai turista egyesület ernyőszervezete, a Magyar Turista Szövetség.
Az I. világháború az egyesület működését is jelentősen visszavetette, ami később is csak nehezen indult újra. 1920-ban Dr. Cholnoky Jenőt választották elnökké, aki ezt a tisztséget az MTE 1946-os feloszlatásáig töltötte be. Az 1920-as és 1930-as években újra sok vidéki osztály és fővárosi csoport alakult. Újabb kilátók és turistaházak épültek, köztük a Zsíros-hegyi turistaház, és az egyesület tagjai számos forrást is foglaltak. Az útjelzéseket teljesen újraszervezték.
1938-tól az MTE bekapcsolódott a visszatért országrészek turistaéletébe: Kárpátalján több osztálya és csoportja is alakult.

### Feloszlatás
A II. világháború után a turista egyesületek vagyonát – az ingatlanokat is beleértve – a Magyar Vándorsport Szövetségnek juttatták. 1946-ban a Magyar Turista Egyesület is feloszlatták. Menedékházait az állami tulajdonlású Turistaházakat Kezelő Vállalat tulajdonába adták. Három év múlva, megalakították mint jogutódot, a Magyar Természetbarát Szövetséget. Vezetését olyan megbízható elvtársakra bízták, mint pl. Gerő Ernő. A korábbi turista szervezetek legtöbbjét hatalmi szóval megszüntették és integrálták az új szövetségbe.

### Újjáalakulás
1989-ben Peták István vezetésével újjáalakult az egyesület az új egyesülési törvény megjelenésével. Sok kétkezi önkéntes munkával, pályázati pénzekből, adományokból, csaknem tízéves munkával valósulhatott meg a báró Eötvös Loránd nevét viselő menedékháza újjáépítése. Alapszabálya, szervezeti felépítése őrzi a történelmi gyökereket. Jelenleg működő osztályai: Dobogókői Osztály, Szentendrei Osztály, Zsitvay Osztály, Kosbor Osztály, Kentner Antal Siketek Osztálya, Pomázi Osztály, Esztergomi Osztály, Csobánkai Osztály, Nagykovácsi Osztály. 2013-ban Schőnviszky Lászlót választotta meg elnöknek az MTE küldöttközgyűlése.

## Vezetők
Elnökök:
- 1888–1899 Dr. báró Eötvös Loránd
- 1900–1901 Dr. Wartha Vince
- 1902–1906 Szmrecsányi Jenő
- 1907–1910 Dr. Téry Ödön
- 1911–1919 Dr. Thirring Gusztáv
- 1920–1946 Dr. Cholnoky Jenő[1]
- 1989–2008 Peták István
- 2009–2011 Schőnviszky László
- 2012–2013 Peták István
- 2013–2021 Schőnviszky László
- 2021– Elsholtz Gábor